# Irene di Kiev
Jevpraksija Mstislavna, in seguito nota come Irene di Kiev, o Dobrodeia di Kiev (in ucraino Євпраксія Мстиславна?; Kiev, XII secolo – 16 novembre 1131), è stata una principessa della Rus' e imperatrice bizantina, moglie del co-imperatore bizantino Alessio Comneno e autrice di un testo di medicina.

## Biografia
Nata a Kiev nei primi anni del XII secolo, Jevpraksija era la figlia di Mstislav I di Kiev e Cristina Ingesdotter di Svezia. Nel 1122 o poco dopo sposò Alessio Comneno, il figlio maggiore e co-imperatore dell'imperatore bizantino Giovanni II Comneno (r. 1118–1143). Ricevette il titolo di imperatrice (basilissa) e il nome di Irene, in onore di sua suocera, l'imperatrice Irene d'Ungheria. Lei e Alessio ebbero una figlia, Maria, nata intorno al 1125.
Alla corte imperiale di Costantinopoli, entrò a far parte di una cerchia di intellettuali donne, in particolare la zia di Alessio, Anna Comnena, e la nobildonna Irene, nota come protettrice di astrologi e studiosi. Fu incoraggiata a trovare un proprio interesse accademico, studiò diffusamente e i contemporanei scrissero di lei: "Non è nata ad Atene, ma ha appreso tutta la saggezza dei greci". Lo scrittore Teodoro Balsamone sottolineò che "era affascinata dai metodi di guarigione", che ha formulato unguenti medici e ne ha descritto l'efficacia in un trattato intitolato "Unguenti" (in greco "Alimma"), che è considerato il primo trattato sulla medicina scritto da una donna. Frammenti di quest'opera sono conservati nella Biblioteca Medicea di Firenze. Studiò l'antico medico Galeno e tradusse alcune delle sue opere in antico slavo orientale.
Morì, per cause ignote, il 16 novembre 1131. Dopo la sua morte, si presume che Alessio Comneno abbia sposato la sua successiva moglie Kata di Georgia.

## Ascendenza
|                      |                   |                         | Genitori               |  |  | Nonni |  |  | Bisnonni         |  |  | Trisnonni          |  |
|                      |                   |                         |                        |  |  |       |  |  | Vsevolod di Kiev |  |  | Jaroslav I di Kiev |  |
|                      |                   |                         |                        |  |  |       |  |  | Vsevolod di Kiev |  |  | Jaroslav I di Kiev |  |
|                      |                   | Ingegerd Olofsdotter    |                        |  |  |       |  |  | Vsevolod di Kiev |  |  |                    |  |
| Vladimir II di Kiev  |                   |                         |                        |  |  |       |  |  | Vsevolod di Kiev |  |  |                    |  |
|                      |                   | Anastasia di Bisanzio   | Costantino IX Monomaco |  |  |       |  |  |                  |  |  |                    |  |
|                      |                   | Anastasia di Bisanzio   | Costantino IX Monomaco |  |  |       |  |  |                  |  |  |                    |  |
|                      |                   | Anastasia di Bisanzio   | …                      |  |  |       |  |  |                  |  |  |                    |  |
| Mstislav I di Kiev   |                   | Anastasia di Bisanzio   |                        |  |  |       |  |  |                  |  |  |                    |  |
|                      |                   | Aroldo II d'Inghilterra | Godwin del Wessex      |  |  |       |  |  |                  |  |  |                    |  |
|                      |                   | Aroldo II d'Inghilterra | Godwin del Wessex      |  |  |       |  |  |                  |  |  |                    |  |
|                      |                   | Aroldo II d'Inghilterra | Gytha Thorkelsdóttir   |  |  |       |  |  |                  |  |  |                    |  |
| Gytha del Wessex     |                   | Aroldo II d'Inghilterra |                        |  |  |       |  |  |                  |  |  |                    |  |
|                      |                   | Ealdgyth Swan-neck      | …                      |  |  |       |  |  |                  |  |  |                    |  |
|                      |                   | Ealdgyth Swan-neck      | …                      |  |  |       |  |  |                  |  |  |                    |  |
|                      |                   | Ealdgyth Swan-neck      | …                      |  |  |       |  |  |                  |  |  |                    |  |
| Irene di Kiev        |                   | Ealdgyth Swan-neck      |                        |  |  |       |  |  |                  |  |  |                    |  |
|                      | Stenkil di Svezia | Ragnvald Ulfsson        |                        |  |  |       |  |  |                  |  |  |                    |  |
|                      | Stenkil di Svezia | Ragnvald Ulfsson        |                        |  |  |       |  |  |                  |  |  |                    |  |
|                      | Stenkil di Svezia | Astrid Nialsdotter      |                        |  |  |       |  |  |                  |  |  |                    |  |
| Ingold I di Svezia   | Stenkil di Svezia |                         |                        |  |  |       |  |  |                  |  |  |                    |  |
|                      |                   | …                       | …                      |  |  |       |  |  |                  |  |  |                    |  |
|                      |                   | …                       | …                      |  |  |       |  |  |                  |  |  |                    |  |
|                      |                   | …                       | …                      |  |  |       |  |  |                  |  |  |                    |  |
| Cristina Ingesdotter |                   | …                       |                        |  |  |       |  |  |                  |  |  |                    |  |
|                      |                   | …                       | …                      |  |  |       |  |  |                  |  |  |                    |  |
|                      |                   | …                       | …                      |  |  |       |  |  |                  |  |  |                    |  |
|                      |                   | …                       | …                      |  |  |       |  |  |                  |  |  |                    |  |
| Elena di Svezia      |                   | …                       |                        |  |  |       |  |  |                  |  |  |                    |  |
|                      |                   | …                       | …                      |  |  |       |  |  |                  |  |  |                    |  |
|                      |                   | …                       | …                      |  |  |       |  |  |                  |  |  |                    |  |
|                      |                   | …                       | …                      |  |  |       |  |  |                  |  |  |                    |  |
|                      |                   | …                       |                        |  |  |       |  |  |                  |  |  |                    |  |